# Protestantische Pfarrkirche Winnweiler
Die protestantische Pfarrkirche von Winnweiler ist ein Wahrzeichen des Ortes und zugleich ein bedeutsamer Sakralbau des Barock in der Pfalz.

## Geschichte
Nach der Zerstörung der Burg Falkenstein wurde Winnweiler 1647 Sitz der Herrschaft Falkenstein. Diese fiel 1665 an Lothringen und 1740 an Österreich, nachdem Franz Stephan von Lothringen die österreichische Kaiserin Maria Theresia geheiratet hatte.

## Bauform
Die Bauformen in der österreichischen Herrschaft unterscheiden sich merklich von denen in anderen pfälzischen Territorien. So wurde die evangelische Kirche in Winnweiler im Jahr 1749 als einfacher Saalbau mit einem sonst bei evangelischen Kirchen nicht häufigen eingezogenen, dreiseitig geschlossenen Chor errichtet. 1754 kam der weithin sichtbare Westturm hinzu.

## Ausstattung
Die auffallend elegante Kanzel im Inneren weist Rocaillenschmuck an der gefelderten Brüstung auf. Auch die Wangen seitlich der Pedaltürme der Orgel sind mit schwungvollem Rokokodekor geziert. Auch die Chorfenster sind bemerkenswert.